# アニタ・スタップス
アニタ・スタップス（ Anita Staps 1961年4月5日-) はオランダ出身の柔道選手。現役時代は61kg級～72kg級の選手。

## 人物
柔道は8歳の時に始めた。1974年のイギリス国際48kg級ではわずか13歳にして3位となった。その後、階級を上げ続け、1980年にニューヨークで初開催された世界選手権では、19歳にして61kg級の初代チャンピオンとなった。さらにその後も階級を上げ続け、1982年の世界選手権では66kg級で3位となると、1984年の世界選手権では72kg級で3位となった。1986年に地元オランダで開催された世界選手権では、1階級下げて66kg級で再び3位となった。その後引退した。

## セクハラ騒動
1996年になると、現役時代にコーチだったペーター・オームスにセクハラを受けていたとして、同じくオームスの指導下にあってセクハラを受けていたというイレーネ・ドゥコック及びモニク・ファンデリーとともに、その件を公に告発した。
裁判ではドゥコック及びファンデリーに対するセクハラが認定されて、オームスには4ヶ月の執行猶予処分と180時間の社会奉仕活動が言い渡された。
また、オランダ柔道連盟はオームスに対して、1996年から3年間にわたってコーチ資格を停止処分にした。

## 主な戦績
- 1974年 - イギリス国際　3位(48kg級)
- 1975年 - イギリス国際　2位(52kg級)
- 1976年 - オランダ国際　3位(52kg級)
- 1976年 - イギリス国際　優勝(56kg級)

61kg級での戦績
- 1980年 - ドイツ国際　2位
- 1980年 - オランダ国際　3位
- 1980年 - 世界選手権　優勝

66kg級での戦績
- 1982年 - ドイツ国際　3位
- 1982年 - オランダ国際　3位
- 1982年 - イギリス国際　2位
- 1982年 - 世界選手権　3位

72kg級での戦績
- 1984年 - 世界選手権　3位

66kg級での戦績
- 1985年 - オランダ国際　3位
- 1986年 - 世界選手権　3位
- 1987年 - オランダ国際　3位